# 光線
光線（こうせん、英: ray of light）は、幾何光学における概念であって、光の道筋を表す線のこと。

## 特徴
光源より出た光をスクリーン上の十分に小さいピンホールを通した光線束を極限に細くしたものを光線と考えるが、実際には回折現象のために極限に細くすることはできない。均質な媒質中では、光線は波面に垂直である。
直進、反射、屈折の法則に従った光線追跡（レイトレーシング）で伝播方向が求められる。
太陽光線、レーザー光線などと、光の束を指していうこともある。拡散光線、平行光線もある。
英語では、rayだけでも光線を意味することが多いが、レイトレーシングでは電波なども対象となるため、特に区別する目的でray of lightと明記することもある。

## フィクションにおける光線
特撮映画やアニメなどにおいては、光を発し破壊的な威力を持つ武器や特殊能力を指して「〜光線」と呼ぶことが多い。その実態は光の束、粒子ビーム、原理不明なものなど様々である。正体のよく分からない光線について「怪光線」と総称することもある。
例：スペシウム光線（ウルトラマン）、冷凍光線（8マン他、多数）